# The Sunshine Boys
The Sunshine Boys est une comédie du dramaturge américain Neil Simon, créée le 18 décembre 1972 au Broadhurst Theatre de Broadway.

## Fiche technique
- Titre original : The Sunshine Boys
- Auteur : Neil Simon
- Mise en scène : Alan Arkin
- Décors : Kert Lundell
- Costumes : Albert Wolsky
- Lumières : Tharon Musser
- Production : Emanuel Azenberg et Eugene V. Wolsk
- Société de production : Nancy Enterprises
- Date de première représentation : 18 décembre 1972 (Broadhurst Theatre)
- Date de dernière représentation : 21 avril 1974 (Lunt-Fontanne Theatre)
- Nombre de représentations consécutives : 538

## Distribution
- Jack Albertson : Willie Clark
- Sam Levene : Al Lewis
- Lewis J. Stadlen (en) : Ben Silverman
- John Batiste : Eddie
- Minnie Gentry : Registered Nurse
- Lee Meredith : Sketch Nurse
- Beatrice Tremaine : Television Announcer
- Joe Young : Patient

## Distinctions

### Récompenses
- Drama Desk Awards 1973 : Meilleure interprétation pour Jack Albertson

### Nominations
- Tony Awards 1973 :
- * Meilleure pièce
- * Meilleur mise en scène pour Alan Arkin
- * Meilleur acteur pour Jack Albertson

## Adaptations
La pièce a fait l'objet de plusieurs adaptations au cinéma et à la télévision parmi lesquelles :
- 1975 : Ennemis comme avant (The Sunshine Boys), film de Herbert Ross
- 1977 : The Sunshine Boys, téléfilm de Robert Moore
- 1996 : Al et Willie (The Sunshine Boys), téléfilm de John Erman